# Porina exacta
Porina exacta är en lavart som beskrevs av Malcolm, P. M. McCarthy & Kantvilas. Porina exacta ingår i släktet Porina och familjen Porinaceae.   Inga underarter finns listade i Catalogue of Life.